# Berea (district)
Berea is een district in Lesotho. Het heeft een oppervlakte van 2.222 km² en een bevolking van ongeveer 250.000.
Teyateyaneng is de enige stad in het district en is de hoofdstad (Engels: camp town; Afrikaans: kampdorp)..
In het westen grenst Berea aan Zuid-Afrika. Daarnaast heeft het grenzen met de volgende andere districten van Lesotho:
- Leribe - noorden
- Thaba-Tseka - zuidoosten
- Maseru - zuiden

Berea · Butha-Buthe · Leribe · Mafeteng · Maseru · Mohale's Hoek · Mokhotlong · Qacha's Nek · Quthing · Thaba-Tseka